# Lancia Montecarlo
De Lancia Montecarlo is een sportauto met middenmotor die van 1975 tot 1981 door de Italiaanse autofabrikant Lancia geproduceerd werd. De wagen is ontworpen door Pininfarina en werd ook in de Pininfarina-fabriek in Grugliasco geassembleerd.
De auto's uit de eerste serie, die van 1975 tot 1978 geproduceerd werden, stonden bekend als Lancia Beta Montecarlo en die van de tweede serie, die van 1980 tot 1981 geproduceerd werden, als Lancia Montecarlo. In beide gevallen werd Montecarlo als één woord geschreven, in tegenstelling tot Monte Carlo in het Vorstendom Monaco. Beide series werden aangeboden als coupé en spider, de laatste met een unieke, handmatig bediende cabriokap in targa-stijl. Een aangepaste versie van de Spider werd van 1976 tot 1977 in de Verenigde Staten verkocht als de Lancia Scorpion.

## Ontstaan en ontwerp
FIAT was op zoek naar een opvolger voor zijn 124 Coupé en gaf Pininfarina de opdracht om een vervanger te ontwerpen en te ontwikkelen onder de codenaam "Fiat X1/8". Bertone kwam echter met een goedkoper alternatief, wat de Fiat X1/9 zou worden. Pininfarina ging echter door met zijn "X1/8"-project om een sportwagen met middenmotor en een 3-liter V6-motor te ontwikkelen. Dit zou uiteindelijk de allereerste auto van Pininfarina worden die volledig in eigen huis ontwikkeld en gebouwd werd in plaats van op basis van een bestaande productieauto. Het definitief ontwerp werd in 1971 voltooid door Paolo Martin.
Tijdens de eerste oliecrisis in de jaren 70 werd het project omgedoopt tot "X1/20" en werd de motor gewijzigd in een 2-liter viercilinderversie. Het eerste X1/20-prototype was de Fiat Abarth SE 030 racewagen in 1974. Na het raceseizoen van 1974 beëindigde Fiat zijn Abarth SE 030-programma. Het X1/20-project belandde daarna bij Lancia, die een premium alternatief zochten voor de Fiat X1/9.
Lancia gebruikte de nieuwe 2,0-liter viercilindermotor met dubbele nokkenas uit de Lancia Beta-serie, een MacPherson-ophanging, een vijfversnellingsbak en schijfremmen voor- en achteraan. Omdat de resulterende Montecarlo zeer weinig componenten deelde met de andere Beta-modellen, werd Pininfarina gekozen om de auto in zijn geheel te bouwen.

## Modellen

### Eerste serie (1975-1978)

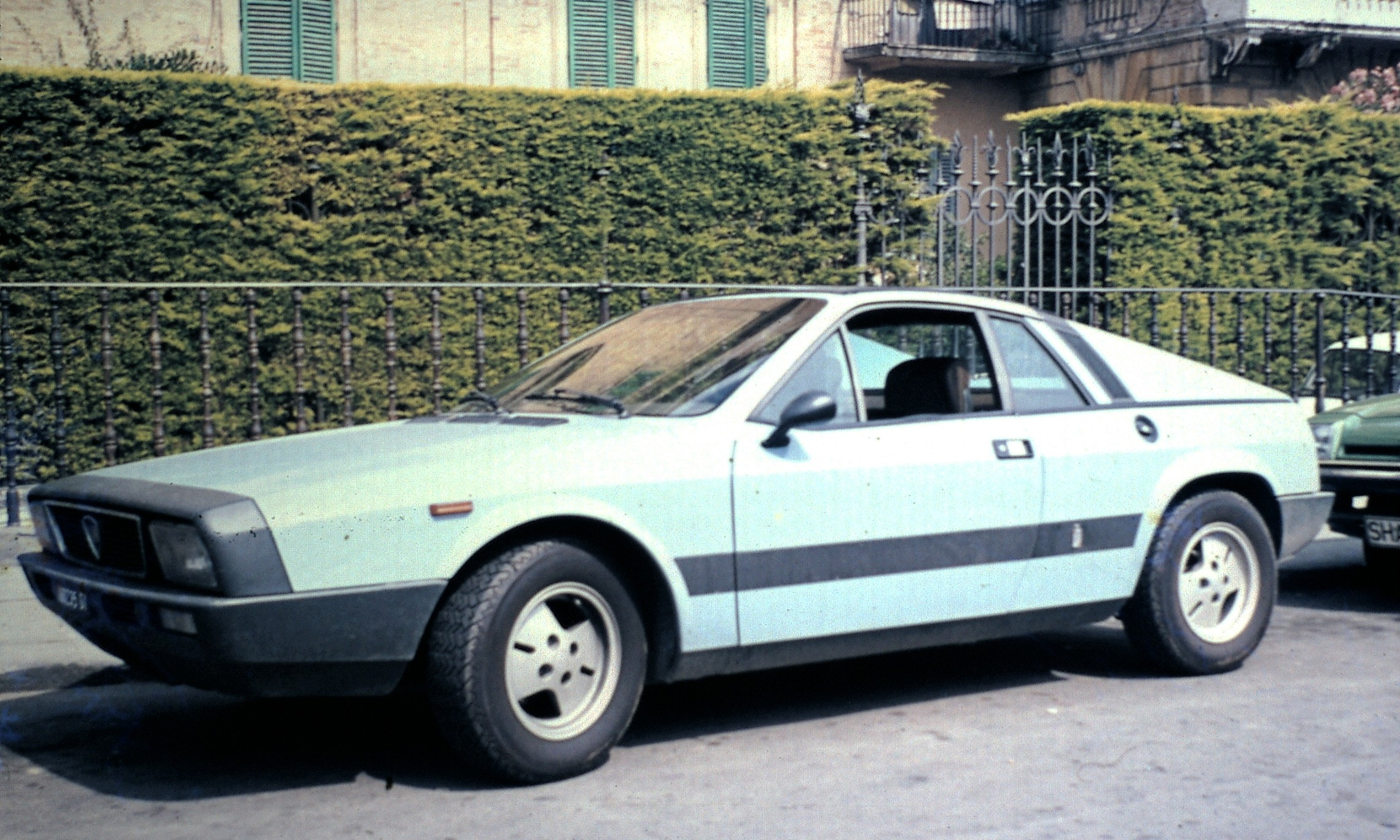
Lancia Beta Montecarlo (eerste serie)

De Montecarlo werd onthuld op het Autosalon van Genève in maart 1975. De auto's van de eerste serie kregen de naam Lancia Beta Montecarlo en werden aangedreven door een 2,0-liter vier-in-lijnmotor met dubbele nokkenas die 88 kW (120 pk) ontwikkelde, goed voor een topsnelheid van 190 km/u en een sprint van 0 naar 100 km/u in 9,3 seconden.
De eerste serie was herkenbaar aan de massieve panelen aan de achtervleugels boven de motorkap en aan de lichtmetalen velgen die exclusief voor dit model gebruikt werden. Het interieur was standaard bekleed met vinyl, een stoffen interieur was als optie leverbaar.
De productie van de Beta Montecarlo werd in 1978 stopgezet.

### Lancia Scorpion (VS, 1976-1977)

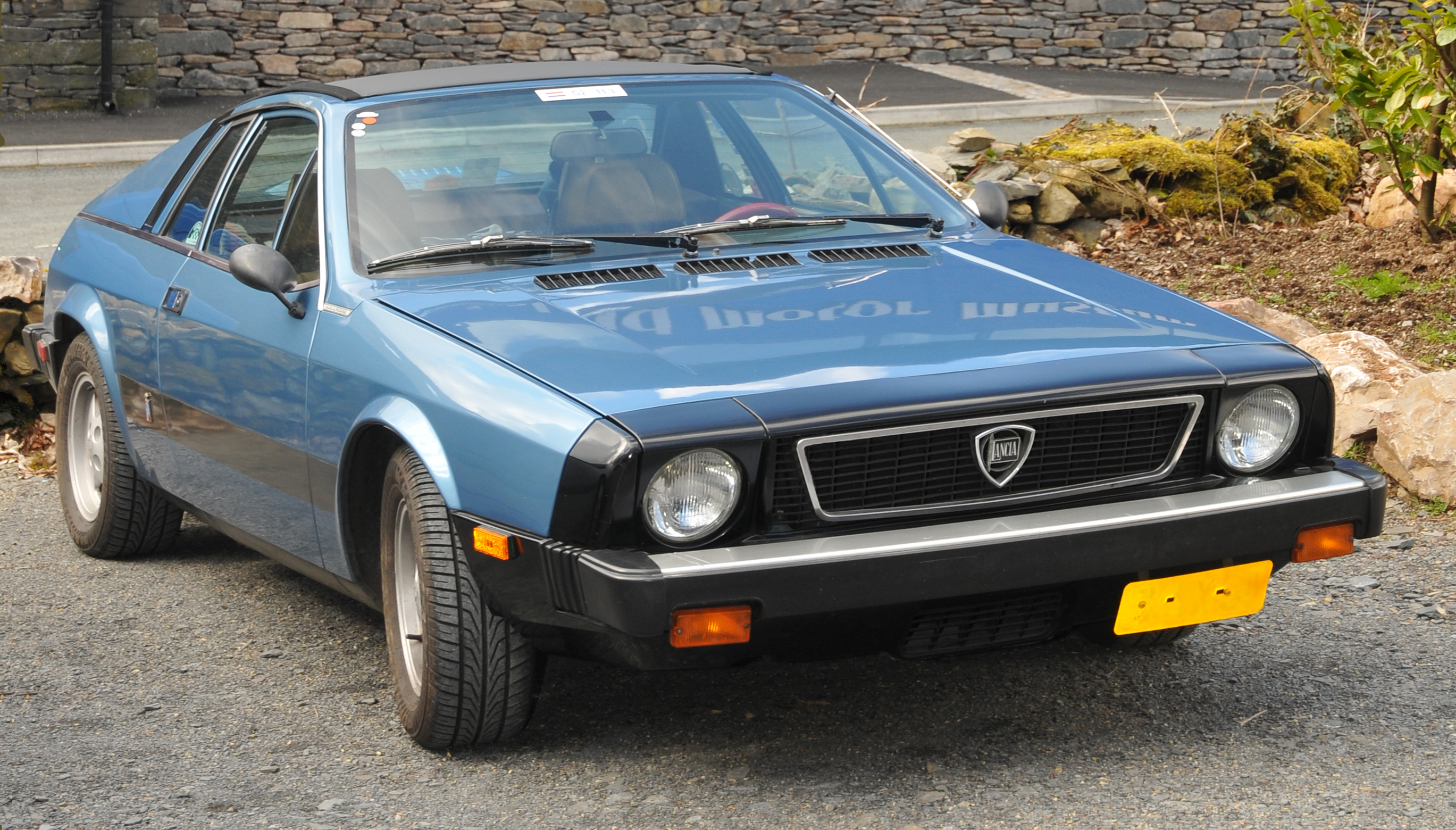
Een Amerikaanse Lancia Scorpion uit 1976

De Spider-versie van de Beta Montecarlo werd van 1976 tot 1977 op de markt gebracht in de Verenigde Staten als de Lancia Scorpion, om een naamconflict met de reeds bestaande Chevrolet Monte Carlo te vermijden.
Om te voldoen aan de Amerikaanse emissievoorschriften werd een kleinere 1,8-liter motor met dubbele nokkenas gemonteerd. Door de minder agressieve nokkenasprofielen, een kleinere carburateur en een gereduceerde compressieverhouding beschikte de Scorpion over een motorvermogen van slechts 60 kW (81 pk). Om aan de Amerikaanse veiligheids- en verlichtingvereisten te voldoen werden grotere veiligheidsbumpers en afgedichte koplampen gemonteerd, waardoor de Scorpion zo'n 58 kg zwaarder was dan de Montecarlo. Verder waren er twee extra reeksen ventilatieopeningen op de motorkap nodig om de katalysator te koelen.

### Tweede serie (1980-1981)

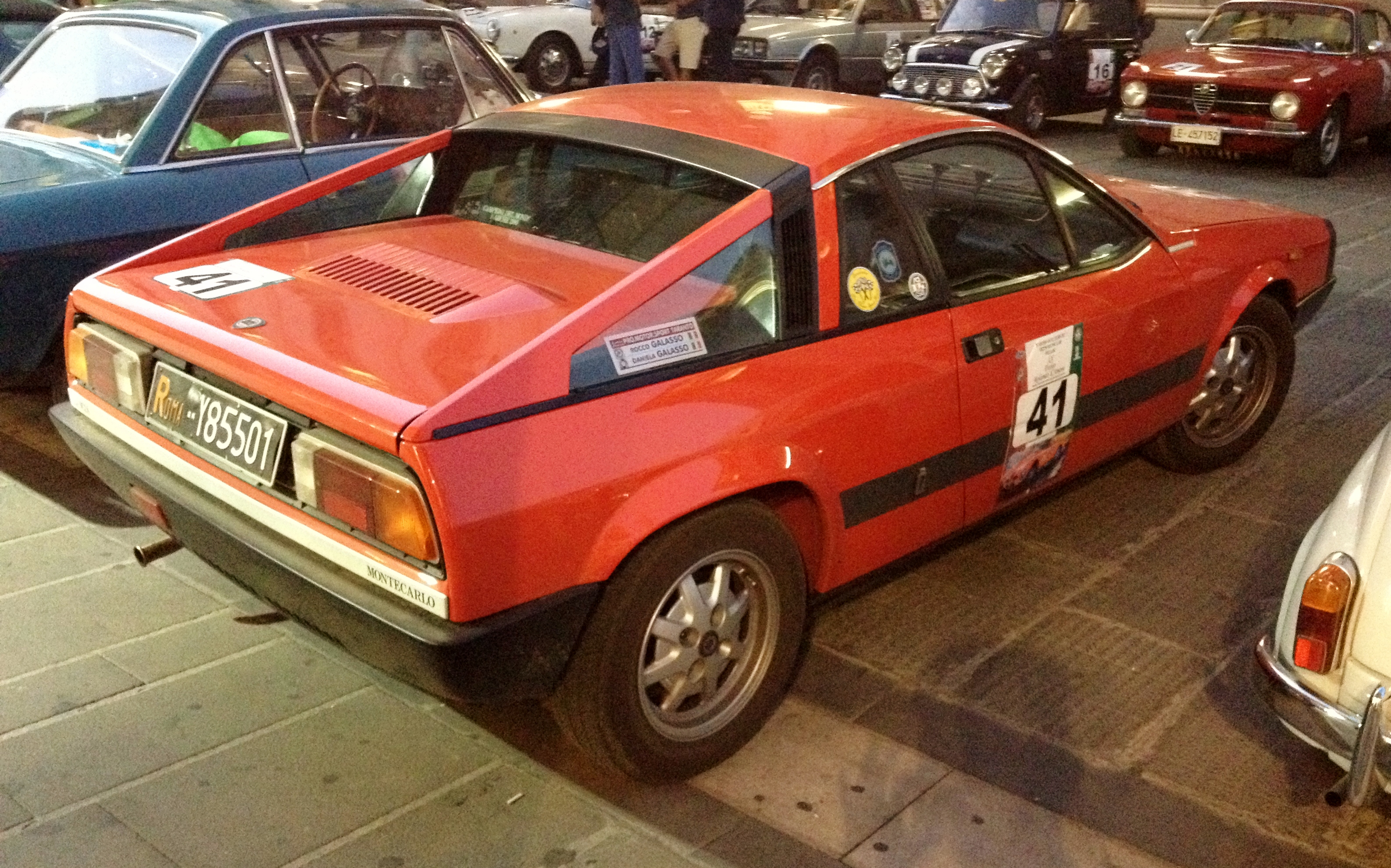
Lancia Montecarlo (tweede serie)

Na een onderbreking van twee jaar werd in 1980 de herziene tweede serie geïntroduceerd. Het Beta-voorvoegsel werd uit de naam geschrapt en de auto kreeg nu simpelweg de naam Lancia Montecarlo.
Aan de buitenkant waren de meest opvallende veranderingen het voor Lancia kenmerkende radiatorrooster dat voor het eerst geïntroduceerd werd bij de Delta uit 1979, de glazen achtervleugels boven de motorkap voor een beter zicht en in plaats van de emblemen achteraan een strip van geborsteld aluminium over de volledige breedte. Verder kreeg de wagen de grotere velgen van de Beta om de grotere remschijven en remklauwen te kunnen herbergen en werd de rembekrachtiger verwijderd om het probleem met de blokkerende remmen aan te pakken. Ook het interieur werd opgefrist met een nieuw stuurwiel en vernieuwde bekleding en stoffen.

## Problemen

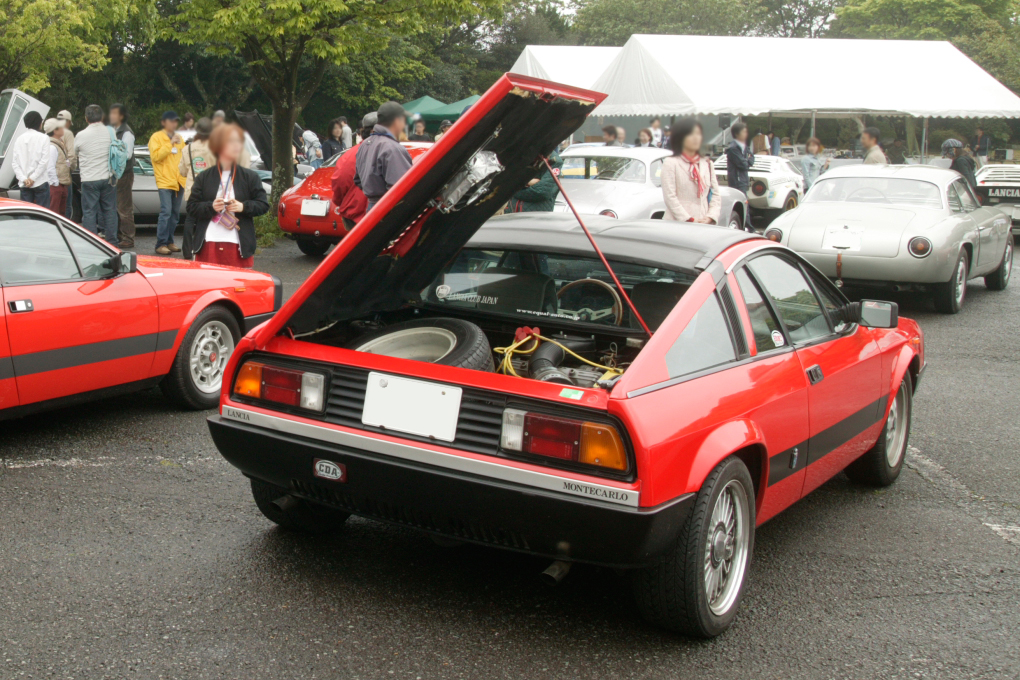
Lancia Montecarlo, achteraanzicht

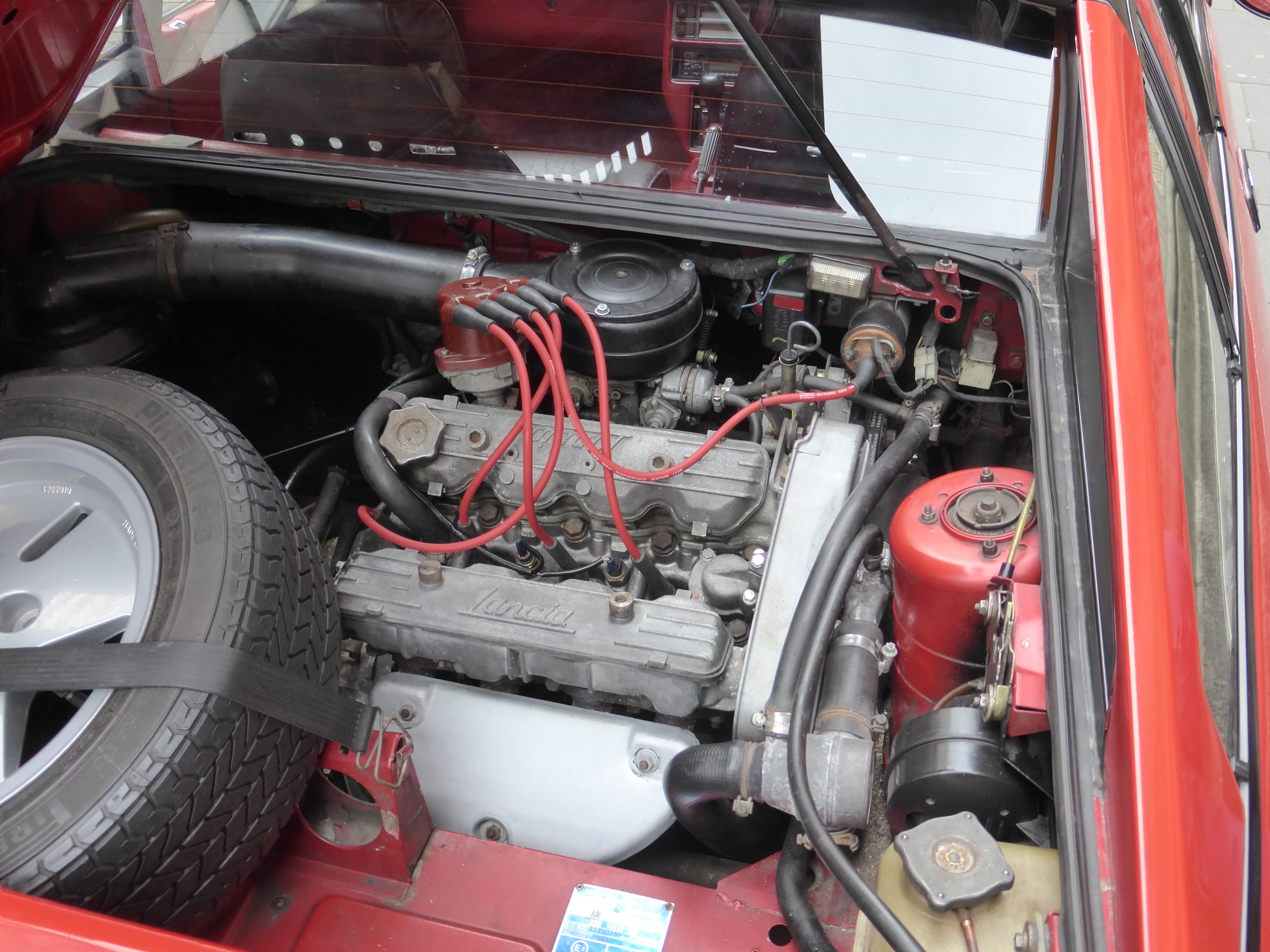
motorcompartiment

De Montecarlo en Scorpion kampten met verschillende problemen. Door het gebruik van hogere veren en andere wijzigingen om te voldoen aan de Amerikaanse wetgeving, voldeed het rijgedrag van de Scorpion niet aan de beloften en verwachtingen die de auto gecreëerd had.
Het motorgeluid in het interieur van de auto werd wel eens bekritiseerd. Moeizaam schakelen kwam ook vaak voor en nam toe naarmate de slijtage van de bussen toenam. Dit is een veelvoorkomend probleem bij auto's met middenmotor. De achterste draagbalk was een ontwerpfout: het gebruikte materiaal was te dun en vatbaar voor corrosie wat uiteindelijk kon leiden tot een breuk.
De eerste generatie Montecarlo's en de Scorpions werden geplaagd door overdreven sterke remmen, waardoor de voorwielen gemakkelijk blokkeerden op een nat wegdek. Als gevolg hiervan werd de productie in 1978 tijdelijk stopgezet. De remproblemen werden opgelost in de tweede generatie Montecarlo door enkele technische wijzigingen, waaronder het verwijderen van de rembekrachtiger.
Roest was een algemeen probleem voor de Montecarlo en de Scorpion. Tenzij de wagens in een droog klimaat rondreden was actieve roestpreventie noodzakelijk. Vooral de wielkasten en de scheidingswand tussen het motorcompartiment en het interieur waren gevoelig voor roestvorming. Ook een verroeste bodemplaat betekende vaak het voortijdige einde van een Montecarlo of Scorpion.

## Autosport

### Abarth SE 030
De eerste telg van het X1/20-project die aan het publiek voorgesteld werd was niet de Beta Montecarlo maar wel de Abarth SE 030. Aangedreven door een 280 pk sterke 3,2-liter V6-motor en met een opvallend aerodynamische carrosserie (inclusief een snorkel op het dak om de motor te voeden) in de rood-gele kleuren van Abarth, was de SE 030 in eerste instantie bedoeld als vervanging voor de 124 Abarth in de autosport. Desondanks gaf FIAT er om marketingredenen de voorkeur aan om met de populaire 131 te blijven racen, waardoor er uiteindelijk slechts twee Abarth 030 exemplaren gebouwd zijn.
In 1974 nam een van de twee prototypes deel aan de toen populaire Giro d'Italia automobilistico, een kampioenschap bestaande uit zowel weg- als baanraces. Giogio Pianta en Cristine Becker scoorden er een opmerkelijk tweede plaats mee, net achter de Lancia Stratos Turbo van het duo Andruet-Biche.

### Montecarlo Turbo

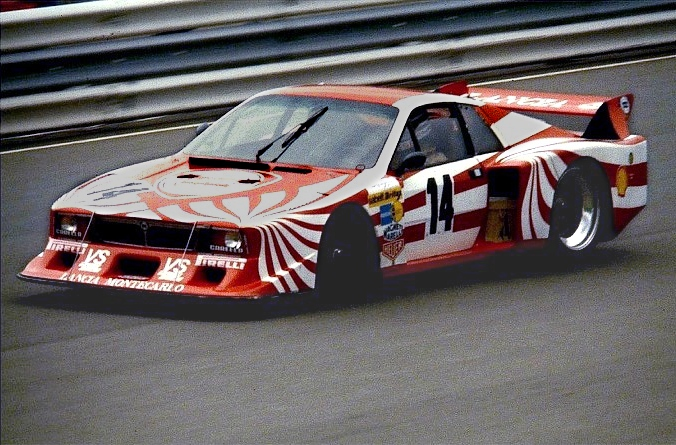
Groep 5 Lancia Beta Montecarlo Turbo tijdens het wereldkampioenschap voor merken in 1980

De Montecarlo Turbo was de eerste Groep 5-racewagen die door Lancia in acht jaar tijd werd ingezet toen hij meedeed aan de Siverstone Six-Hours race in mei 1979. De wagen won het wereldkampioenschap voor merken in 1979 en 1980 en het wereldkampioenschap uithoudingsvermogen voor merken in 1981. Hans Heyer won in 1980 de Deutsche Rennsport Meisterschaft aan het stuur van een Montecarlo. In 1980 werd de Montecarlo Turbo ook eerste en tweede in de Giro d'Italia automobilistico.
De Montecarlo Turbo deelde alleen het middengedeelte van de carrosserie met zijn gelijknamige productieauto. Vooraan en achteraan had de auto buisvormige subframes die de ophanging en de motor ondersteunden. Er werden drie motoren gebruikt: een 1425,9 cc motor van 440 pk, een 1429,4 cc motor van 490 pk en een 1773 cc motor van 490 pk, alle gekoppeld aan een Colotti-versnellingsbak.

### Rally 037

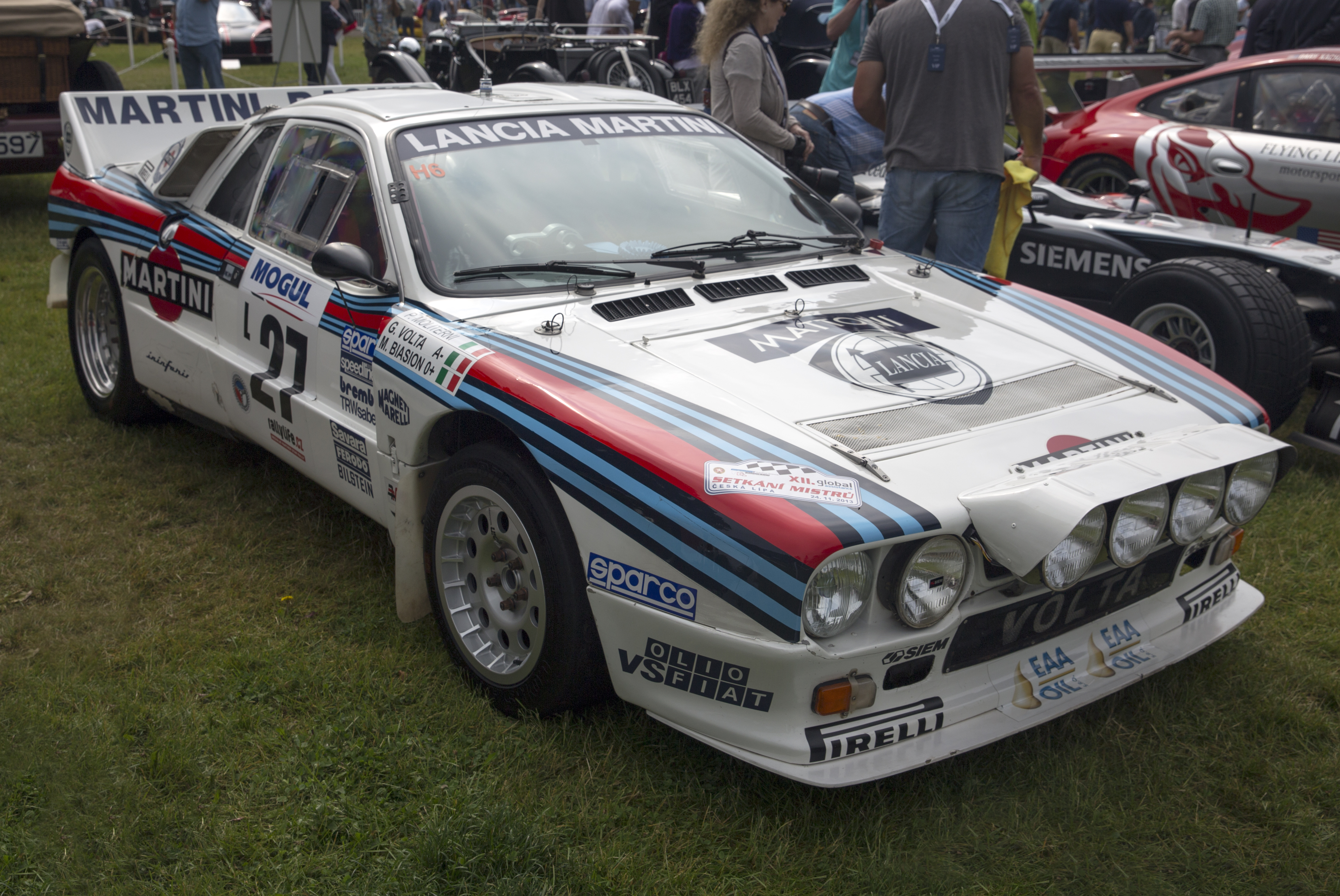
Lancia Rally 037 Evo2 uit 1983

De Montecarlo vormde de basis voor de succesvolle Lancia Rally 037. Deze Groep B-rallyauto werd door Lancia ingezet tijdens het wereldkampioenschap rally tussen 1982 en 1985.
Net als bij de Montecarlo Turbo behield de Rally 037 alleen het middengedeelte van de Montecarlo. De middenmotor werd in de lengterichting gemonteerd in plaats van in de dwarsrichting zoals in de Montecarlo.

## In populaire cultuur
In de Amerikaanse Disneyfilm Herbie Goes to Monte Carlo is een Lancia Scorpion te zien als Giselle, het vriendinnetje van Herbie.

## Galerij

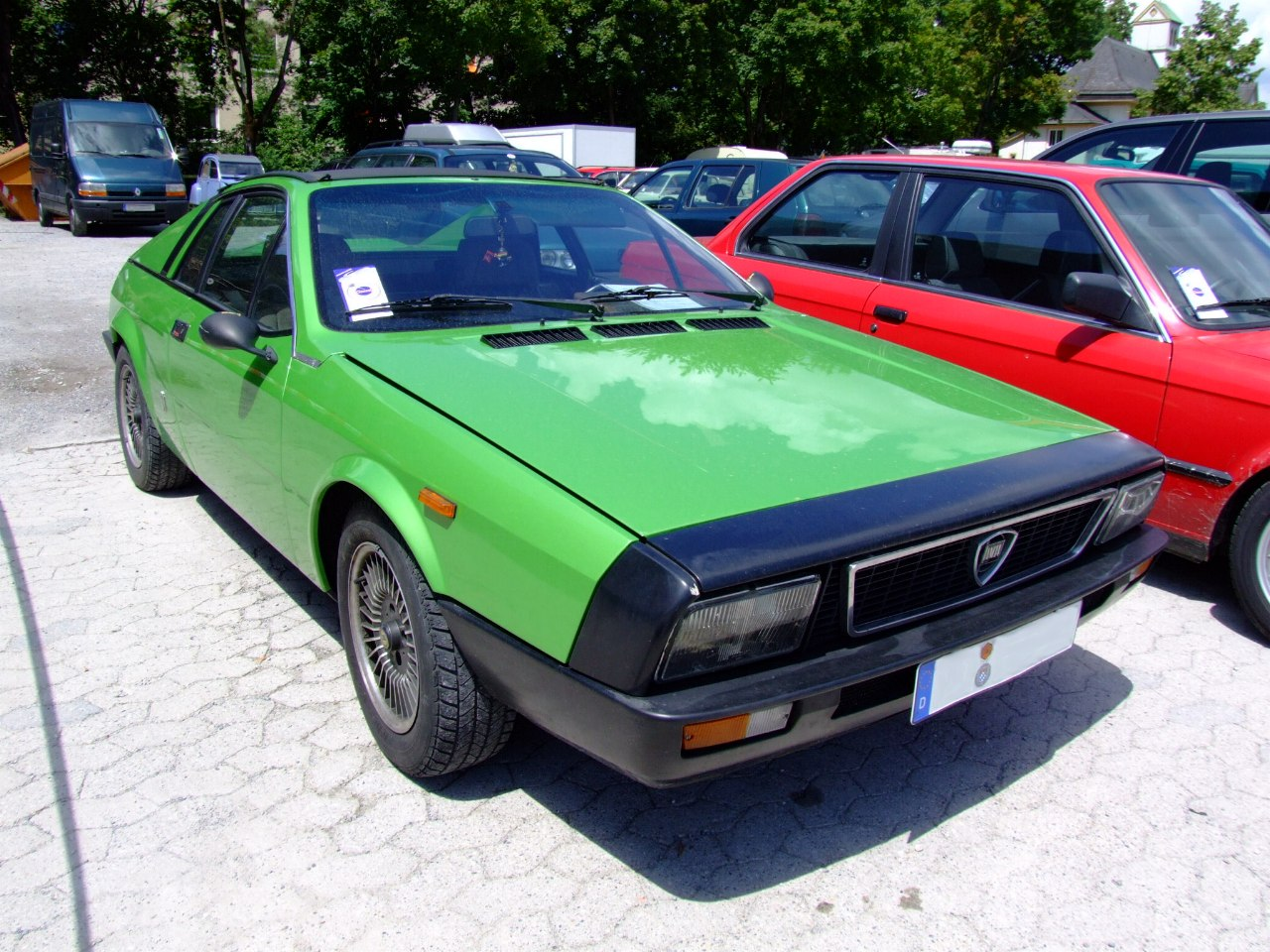
Lancia Beta Montecarlo (1975-1978)
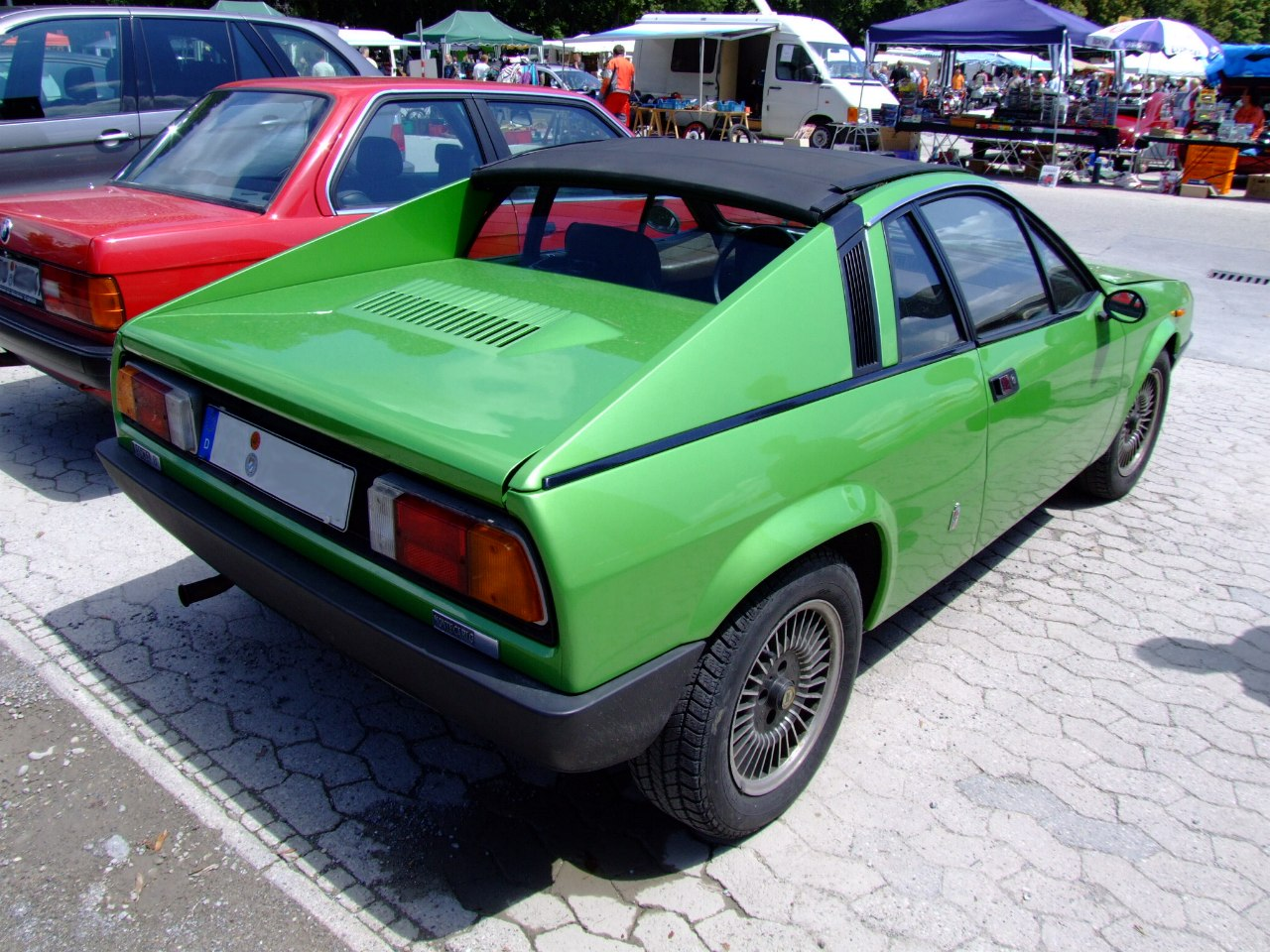
Lancia Beta Montecarlo (1975-1978), achteraanzicht met de volle achtervleugels
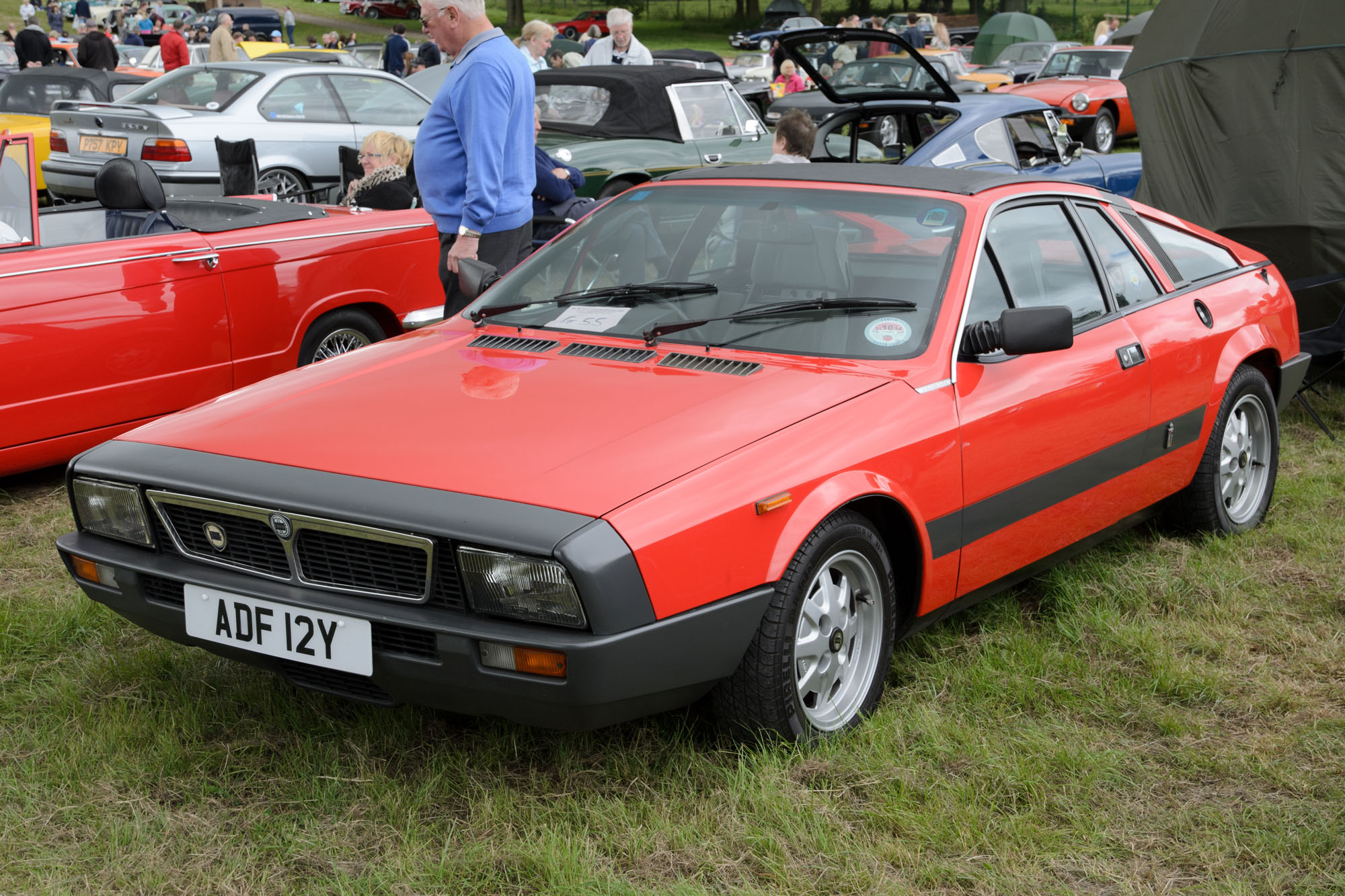
Lancia Montecarlo (1980-1981)
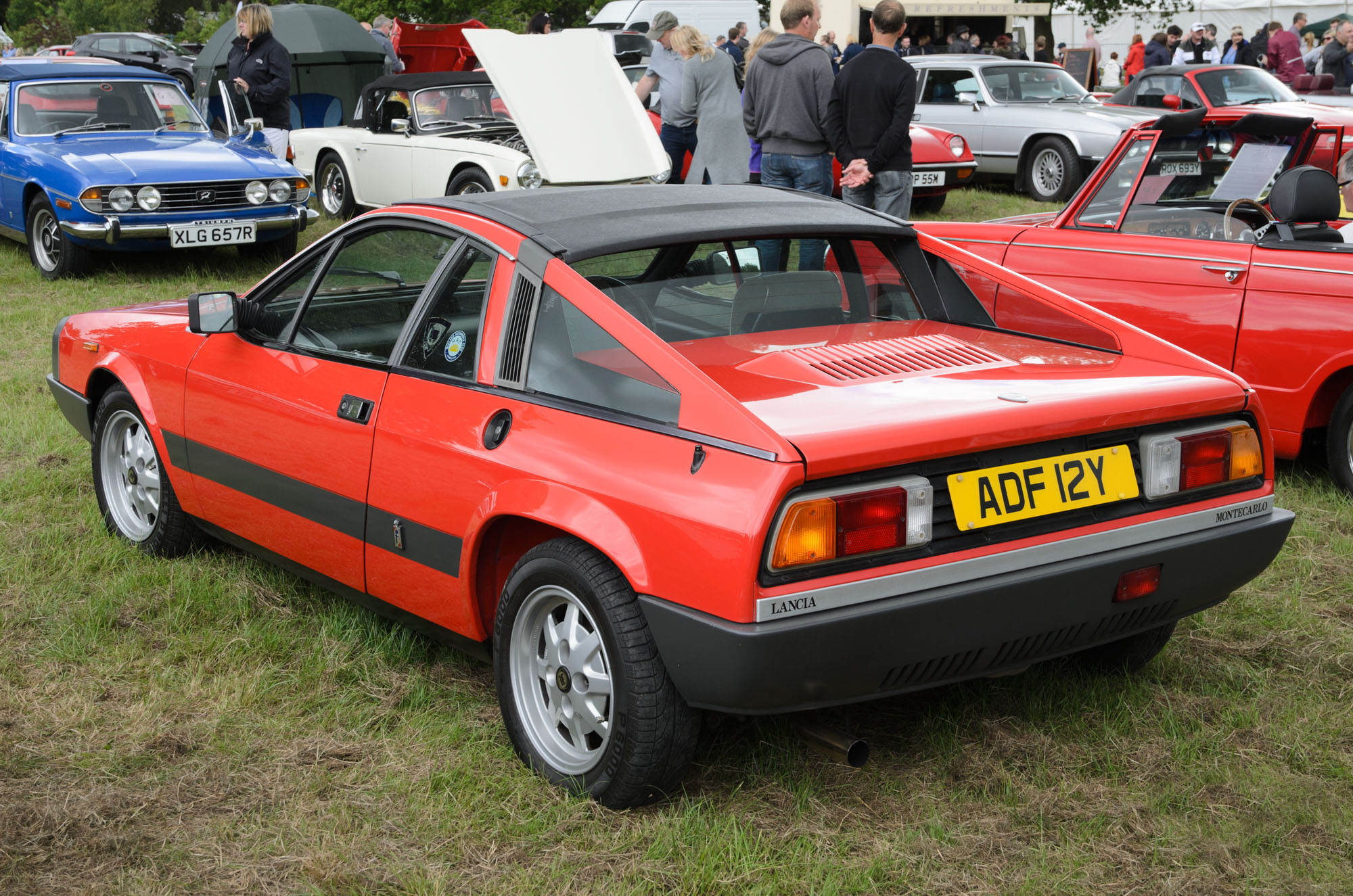
Lancia Montecarlo (1980-1981), achteraanzicht met de glazen achtervleugels
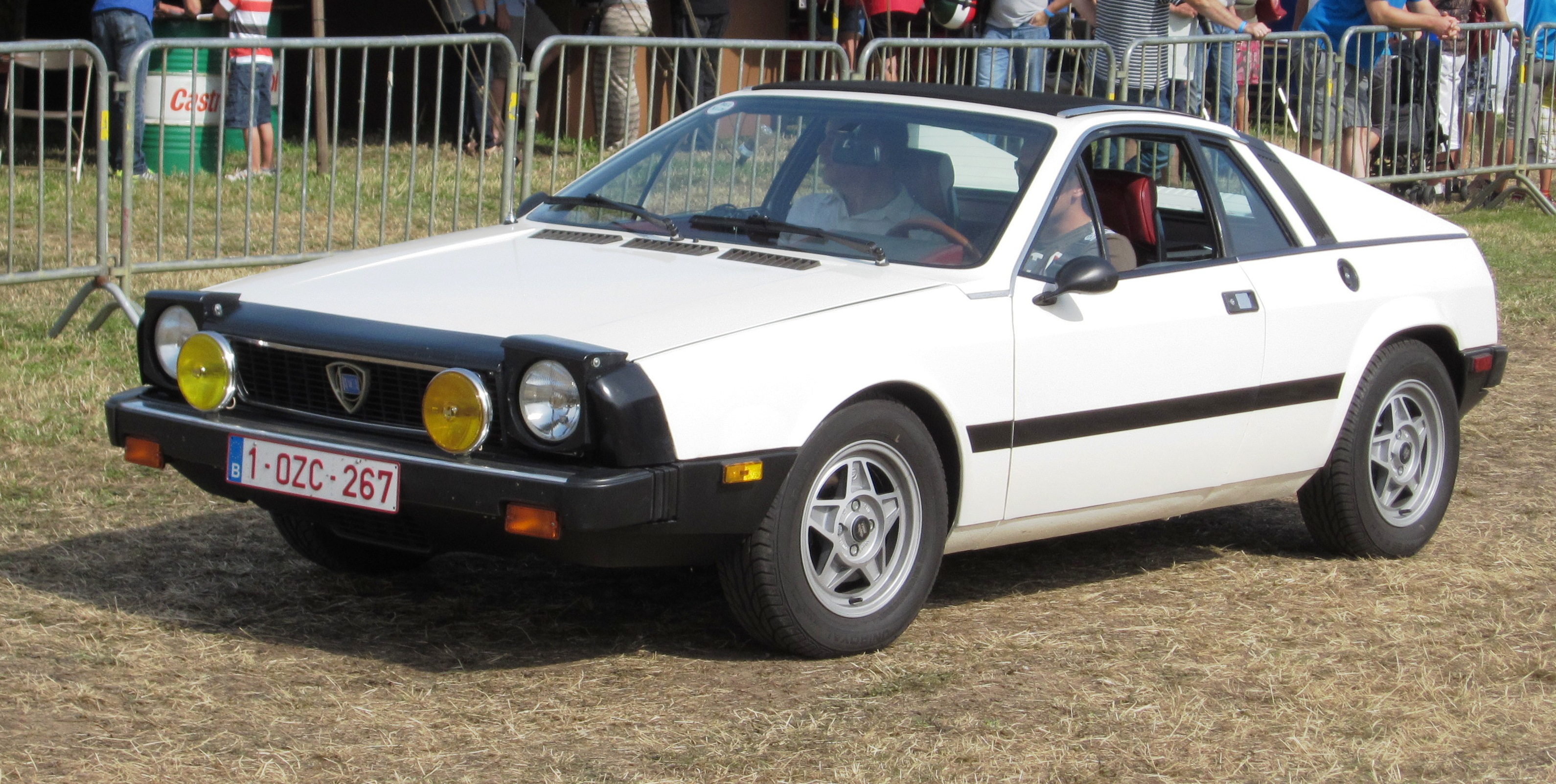
Lancia Scorpion (1976-1977)
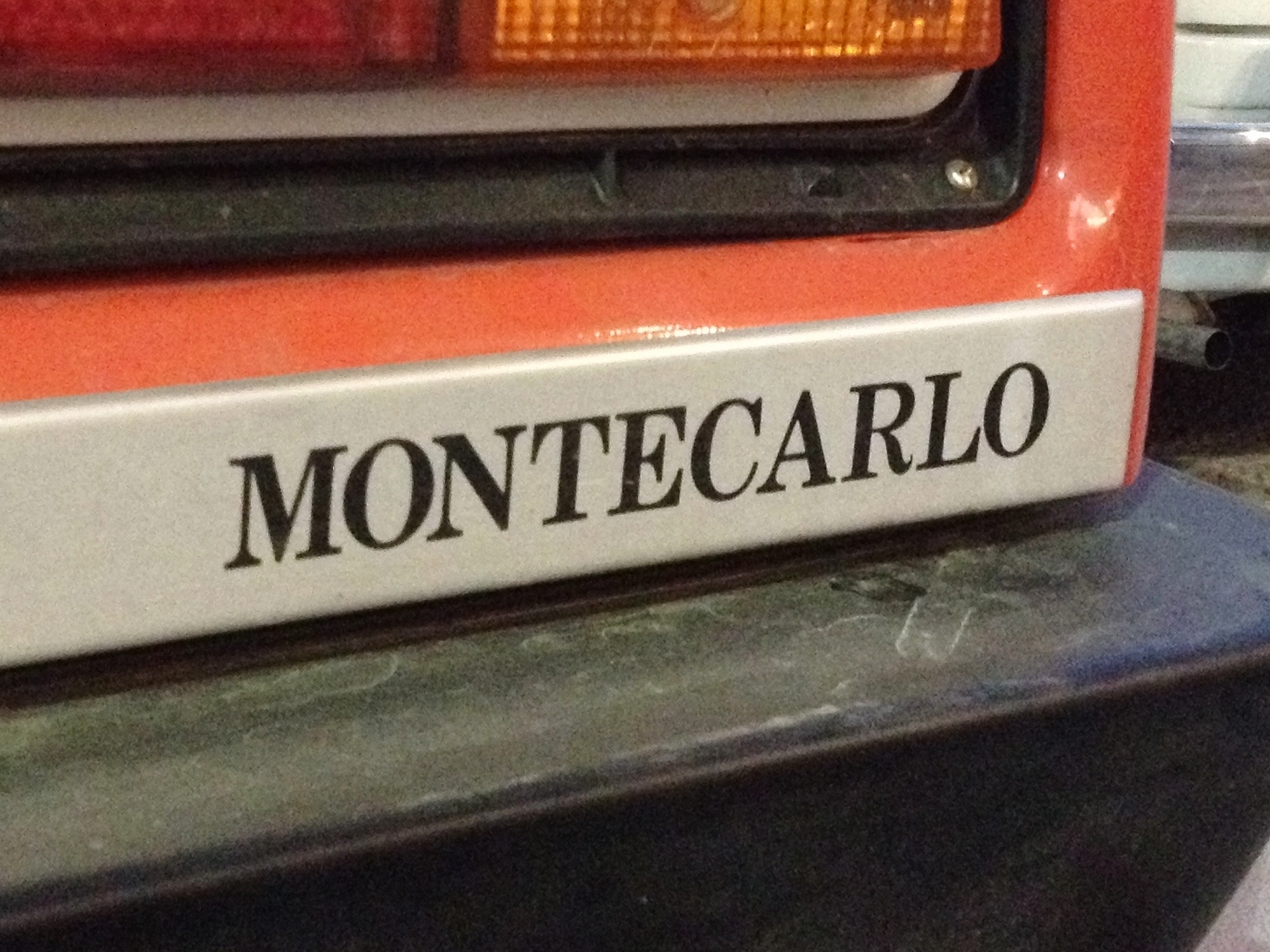
Lancia Montecarlo embleem
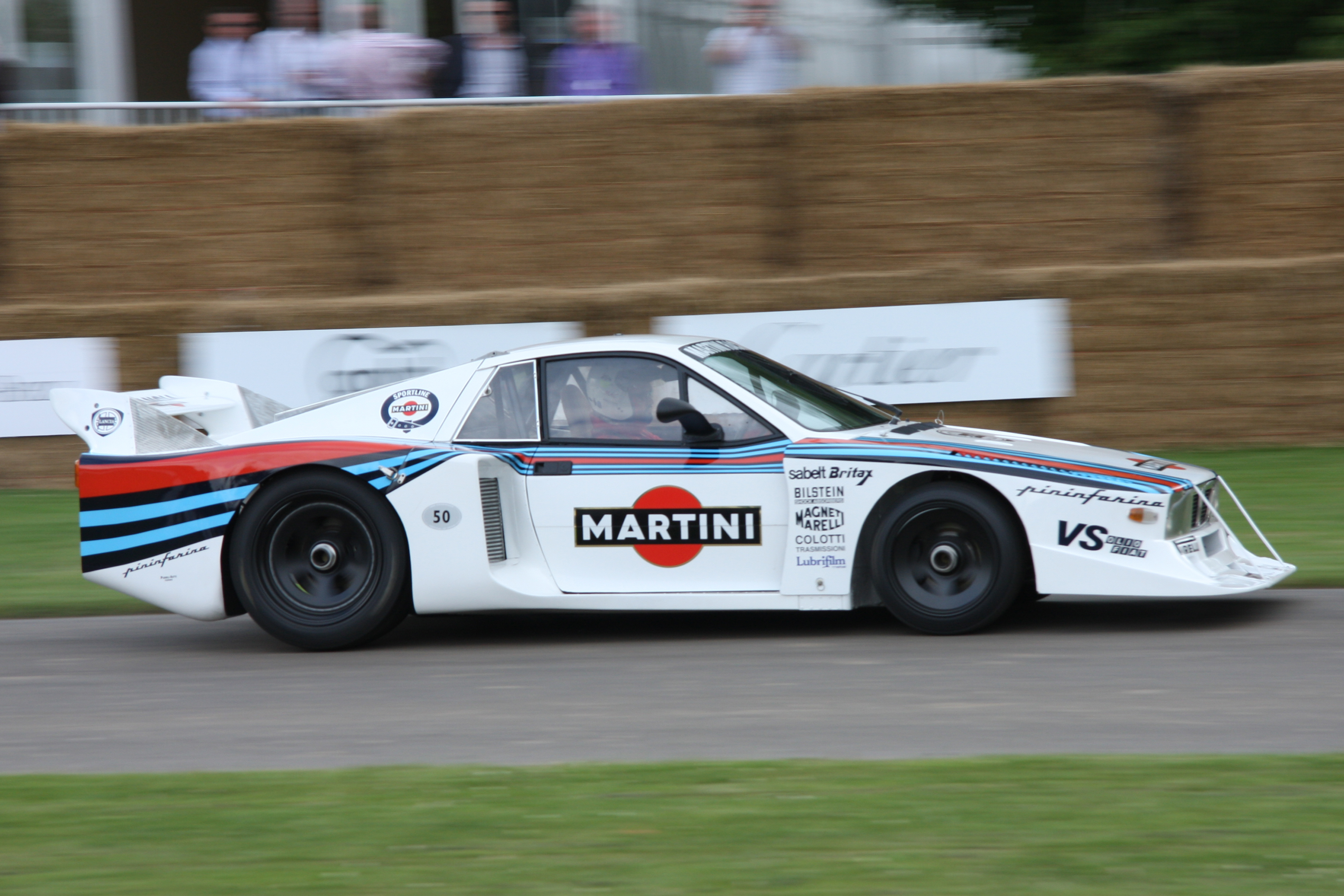
Groep 5 Lancia Montecarlo Turbo
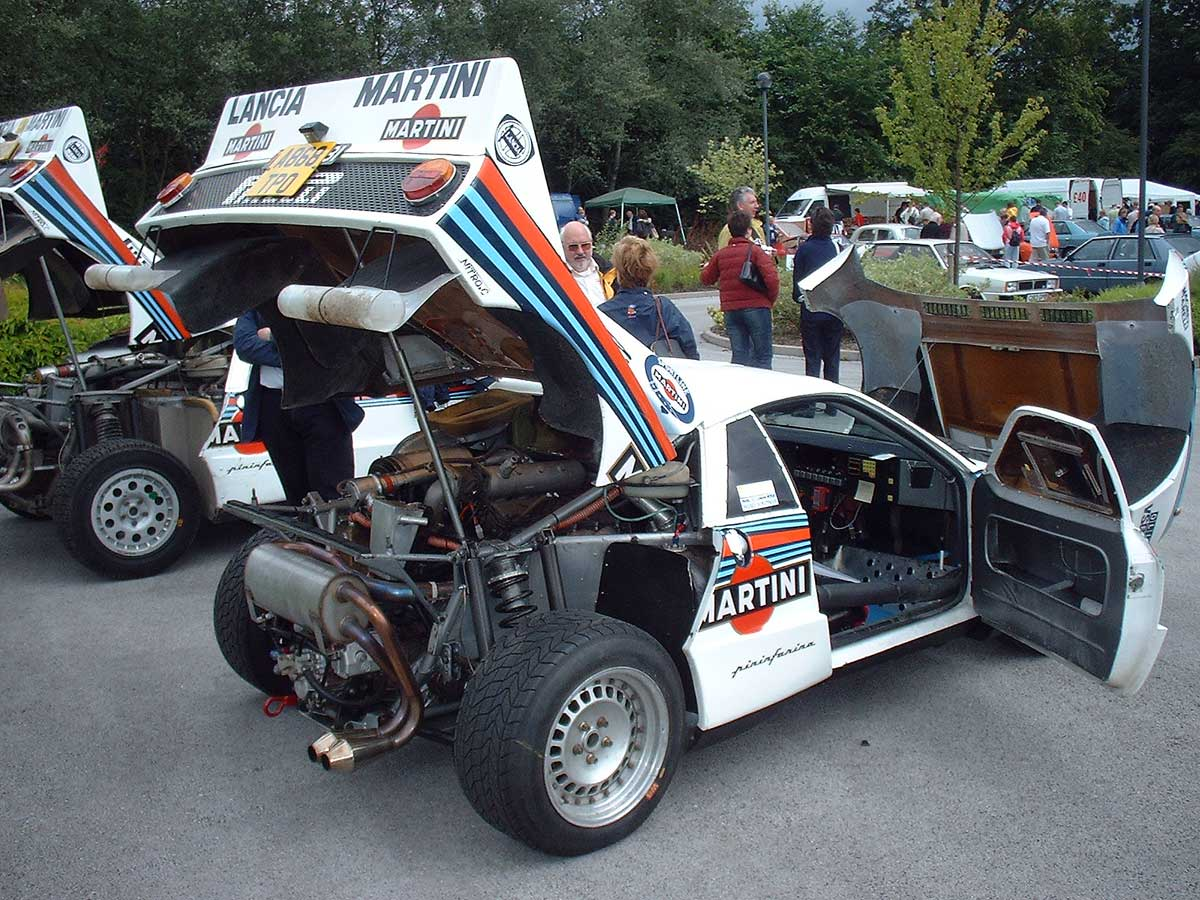
Het buisvormige subframe van de Lancia Rally 037